# The Best of Both Worlds (dal)
A The Best of Both Worlds egy pop stílusú dal Miley Cyrus énekesnőtől, Hannah Montanaként – Miley Stewart alteregója – egy szerep, melyet a Disney Channel Hannah Montana című sorozatában játszott. A Hannah Montana című album első kislemezeként jelent meg 2006. március 28-án. A sorozat főcímdala volt, a harmadik évadhoz 2009-ben remixváltozat készült. Egy élőben előadott változat a Hannah Montana & Miley Cyrus: Best of Both Worlds Concert lemezen jelent meg, míg egy karaoke verzió is kiadásra került. A dal pop-rock elemeket tartalmaz, a kettős élet bemutatása a szám célja.
A dal Cyrus bemutatkozó dala volt a zeneiparban. A kritikusok pozitívan vélekedtek róla, habár kissé furcsának találták a számot. 92. lett a Billboard Hot 100 listán, az ír kislemezlistán 17. helyezést ért el. Videóklipjét egy koncert során vették fel. Miley számtalan eseményen lépett fel dalával, a Cheetah Girls The Party’s Just Begun Tour állomásain nyitóelőadóként jelent meg, illetve saját turnéján is elénekelte a kislemezt. Cyrus a turnén önmagaként adta elő a számot, de a televízióban Montanaként jelent meg.

## Háttér
A The Best of Both Worlds-ben felfedezhető az elektromos gitár, szintetizátor és a háttérvokál. Stílusai közé a dance, rock és country sorolható.
Matthew Gerrard és Robbie Nevil szerezte a számot. Három dalt írt még a Hannah Montana albumra, illetve a későbbiekben is dolgoztak vele (Nobody’s Perfect, Ice Cream Freeze (Let’s Chill)). A dal Miley kettős életéről szól: egyszerre egy lány aki Tennesseeből költözött Malibuba, közben egy popsztár életét éli.

## Élő előadások
Cyrus gyakran Hannah Montanaként adta elő a dalt koncerteken és televíziós műsorokon egyaránt. Öltözetével is a sorozat első évadát promotálta. Koreográfiával és háttértáncosokkal adta elő a számot. Az előadás 2006. március 3-án debütált a Disney Channel műsorán. Cyrus húsz turnéállomáson lépett felé a Cheetah Girls mellett, a 2006-os The Party’s Just Begun Tour turnén. Október 23-án a Good Morning America vendége volt, másnap a Live with Regis and Kelly-ben lépett fel.

## Számlisták és formátumok
| - USA/EU digitális kislemez 1. The Best of Both Worlds - 2:54 - US/EU CD kislemez 1. The Best of Both Worlds - 2:54 2. If We Were a Movie - 3:03 | - FR CD kislemez 1. Le Meilleur des Deux (francia változat, előadó: Sarah) - 2:54 2. The Best of Both Worlds (Instrumental) - 2:54 3. The Best of Both Worlds - 2:54 - UK EP Digitális letöltés 1. The Best of Both Worlds - 2:54 2. If We Were a Movie - 3:03 3. The Best of Both Worlds (Daniel Canary Remix) - 2:36 |